# محمد عطالله السحيمات
محمد عطالله السحيمات (1916- 1968) سياسي وعسكري أردني شغل منصب أول مدير لدائرة المباحث العامة (المخابرات العامة) في أوائل خمسينيات القرن الماضي وعمل مديرا للاستخبارات العسكرية ومستشارا لجلالة الملك الحسين بن طلال للأمن القومي. 

## ولادته وتعليمه
ولد عام 1916 في مدينة الكرك ،درس في مدارسها ثم إلتحق في صفوف القوات المسلحة الأردنية عام 1941 ومن ثم تخرج من كلية أفراد الشرطة في إنجلترا.[بحاجة لمصدر]

## خبراته السياسية
- أحد مؤسسي دائرة السير والترخيص في دائرة الأمن العام. ووضع أول قانون للنقل في الأردن في عام 1937.

- نائب مدير دائرة الأمن العام.[3]

- الأمين العام لوزارة الدفاع.

- أحد مؤسسي دائرة المخابرات العامة في الأردن.

- أول مدير لمديرية(المباحث العامة انذاك) المخابرات العامة في الأردن.ما بين الأعوام 1952 حتي 1962.[4]

- رئيس مجلس الأمن القومي، ما بين الأعوام 1957-1962
- ملحقاً عسكرياً يمثل المملكة الأردنية الهاشمية في طهران-إيران عام 1964
- مدير الاستخبارات العسكرية في القوات المسلحة الأردنية، 1964-1965
- مستشار جلالة الملك طلال بن الحسين لشؤون الأمن القومي.
- شارك في العديد من المهام الرسمية السرية حسب ما تقتضيه المصلحة الوطنية على أكثر من ثلاثين وسام مع مرتبة الشرف.

## وفاته
إنتقل إلى رحمته تعالى في 16 كانون الأول- فجر 27 رمضان عام 1968 في عمان ودفن في مقبرة النبي نوح في مدينة الكرك . 